# Classe Daring (1949)
Pour les articles homonymes, voir Classe Daring.
La classe Daring était une classe de onze destroyers construits pour la Royal Navy (RN) et la Royal Australian Navy (RAN). Construits après la Seconde Guerre mondiale et entrant en service dans les années 1950, huit navires ont été construits pour la RN et trois navires pour la RAN. Deux des destroyers RN ont ensuite été vendus et ont servi dans la marine péruvienne. Huit autres navires étaient prévus pour la RN mais ont été annulés avant le début de la construction, tandis qu'un quatrième navire RAN a été commencé mais a été annulé avant le lancement et démoli sur la cale.
Les navires de la classe Daring étaient à la fois les navires les plus grands et les plus lourdement armés servant dans les marines du Commonwealth à être classés comme destroyers. Ils étaient destinés à remplir certaines des fonctions de croiseurs, qui après la Seconde Guerre mondiale étaient considérés à la fois coûteux et obsolètes par les planificateurs navals, et ont été brièvement officiellement considérés comme un type hybride (Darings) avant d'être classés comme destroyers. Ils étaient également les derniers destroyers de la RN et de la RAN à posséder des canons comme armement principal (au lieu de missiles guidés), qui ont été utilisés pendant la confrontation indonésio-malaisienne et la Guerre du Viêt Nam.
Les destroyers de la classe Daring ont été en service dans la RN et la RAN des années 1950 aux années 1980. Après leur déclassement, deux navires de la RN ont été vendus au Pérou, qui a exploité un navire jusqu'en 1993 et l'autre jusqu'en 2007. Un navire de la classe est conservé : le HMAS Vampire (D11) en tant que navire musée au Australian National Maritime Museum.

## Classe Daring
Royal Navy :
- HMS Delight (D119)
- HMS Daring (D05)
- HMS Dainty (D108)
- HMS Diamond (D35)
- HMS Defender (D114)
- HMS Decoy (D106) puis BAP Ferré (DM-74)
- HMS Diana (D126) puis BAP Palacios

Royal Australian Navy :
- HMAS Vampire (D11)
- HMAS Vendetta (D08)[1]
- HMAS Voyager (D04)
- HMAS Duchess (D154)

## Galerie

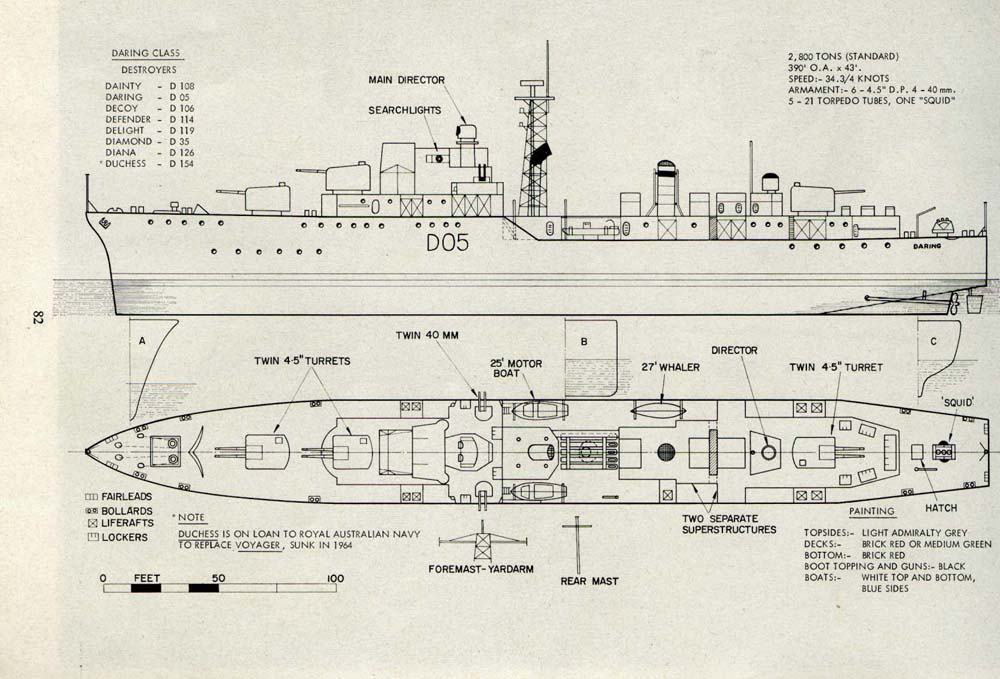
Schéma de la classe Daring
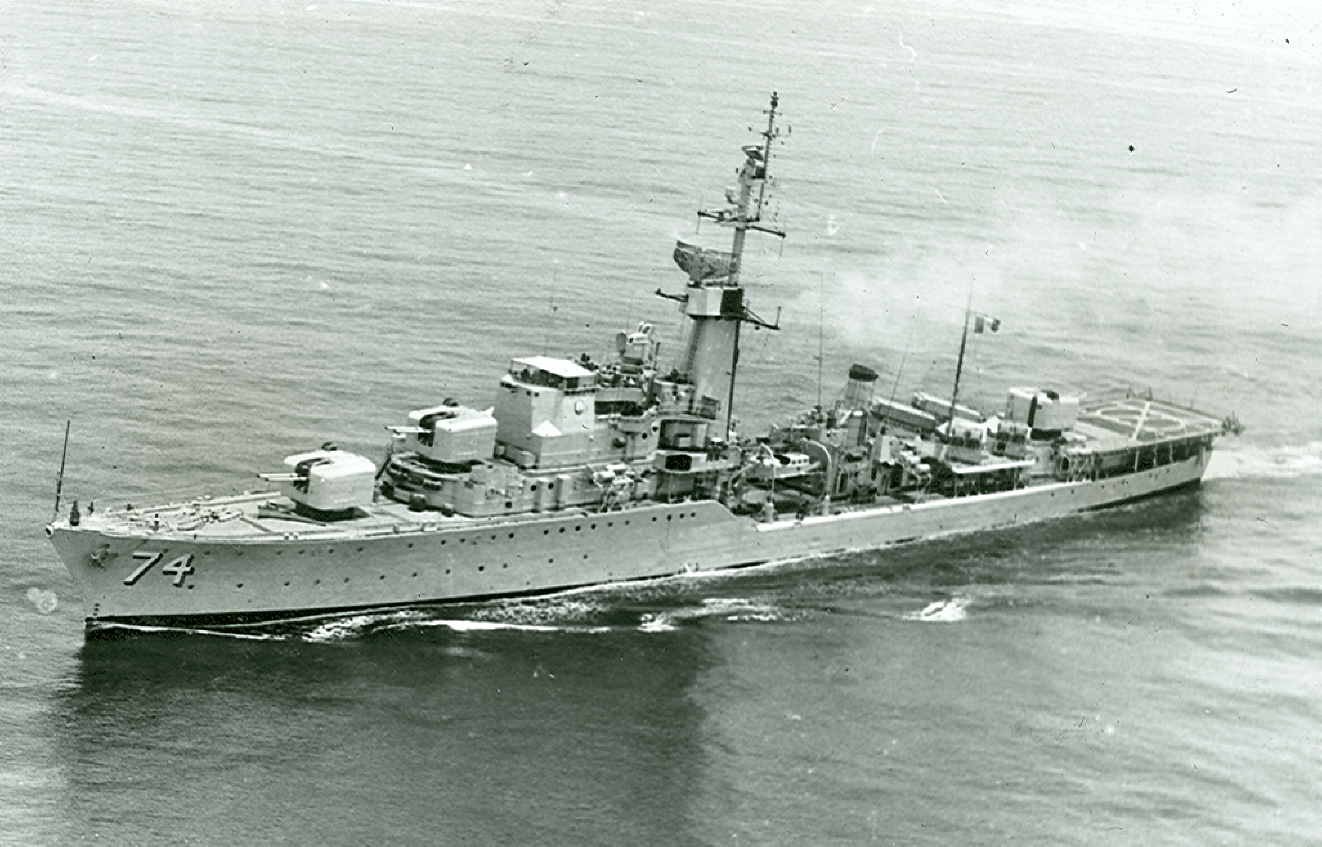
BAP Ferre, ex-HMS Decoy
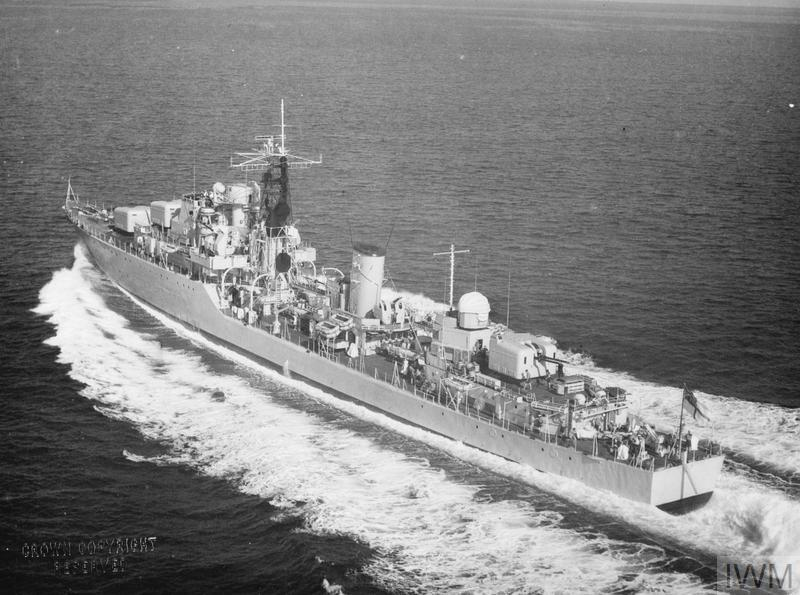
HMS Diana